# جمعية العون المباشر
جمعية العون المباشر منظمة خيرية إنسانية غير حكومية تقوم بأعمال تنموية تستهدف بها قارة افريقيا، وتتخذ من الكويت مقراً لها، بدأت جمعية العون المباشر - لجنة مسلمي أفريقيا سابقاً - أعمالها في عام 1981، كمؤسسة تطوعية غير حكومية، مهتمة بالتنمية في الأماكن الأكثر احتياجاً في إفريقيا بأسلوب علمي إحصائي. تهتم بالتعليم بكل أنواعه كوسيلة أساسية لتغيير الوضع الذي يعيشه الإنسان في إفريقيا، رافعه شعار التعليم حق مشروع لكل طفل في إفريقيا، كما تهدف للقيام بأعمال التنمية للمجتمعات الأقل حظاً مستهدفة بذلك الفئات الاجتماعية الأكثر احتياجاً، والمرضى والأيتام ومنكوبي الكوارث والمجاعات، والقيام بكافة الأنشطة المانحة والتنموية.
بدأت فكرة صغيرة تحت اسم لجنة مسلمي ملاوي منذ أن تأسست في عام 1981م، إلا أن الحاجة كانت في ملاوي وفي غيرها فتم في عام 1984 تغيير الاسم إلى لجنة مسلمي أفريقيا، وبمرور الوقت تغير الاسم مرة ثالثة إلى جمعية العون المباشر في عام 1999، بسبب البرامج التنموية والمساعدات قد وصلت للمسلم وغير المسلم.
تم تسجيلها في الأمم المتحدة كهيئة إغاثية تعمل في أكثر من 40 دولة إفريقيا منذ نشأتها عام 1981. فهي عضو في الأمم المتحدة تحت قسم المجلس الاستشاري والاقتصادي والاجتماعي، وهي ذات صفة وحصانة دبلوماسية في عدد من الدول بموجب اتفاقيات مع وزارات الخارجية في هذه الدول، كما وقعت عدد من الاتفاقيات مع منظمات دولية وعربية، من أهمها اتفاقية تعاون مع منظمة الصحة العالمية واتفاقيات مع اليونيسيف في جنوب السودان وسيراليون وكينيا ومع وكالة غوث اللاجئين في مالي وغينيا وغيرها.
ورغم تخصص الجمعية أعمالها في أفريقيا إلا أنها وبعد أن وضعت الحرب الأنجلو - أمريكية على العراق أوزارها قامت بمهمة إغاثية لإعانة الشعب العراقي، حيث خصصت الجمعية مليوني دولار لدعم الطلاب العراقيين الفقراء وإغاثة الأسر المتعففة، وفي تلك الأثناء تعرض رئيس الجمعية - عبد الرحمن السميط - إلى حادث مروري في منطقة الكوت - 160 كيلومترًا غرب بغداد - بعد أن اصطدمت السيارة التي كانت تقله ومرافقيه بشاحنة، توقفت فجأة وهو ما أسفر عن إصابته بكسور وجروح متفرقة عولج خلالها في أحد مستشفيات الكوت ثم نقل إلى مستشفى الرازي بالكويت لاستكمال علاجه.
بالإضافة إلى إنشاء محطات إذاعية للقرآن الكريم، بدأت بإنشاء محطة في جمهورية توغو، وهناك مائة محطة يجري العمل في مراحل تنفيذها المختلفة بمناطق مختلفة من أفريقيا، وتبلغ تكلفة المحطة الواحدة عشرة آلاف دينار كويتي، تتضمن المعدات اللازمة ومصاريف التشغيل عاماً كاملاً. حازت على المركز الثاني في جائزة فوربس الشرق الأوسط لأكثر الجمعيات شفافية، والمركز الأول في مسابقة جائزة الكويت الإلكترونية لأفضل موقع عام 2012.

## سبب إنشاء الجمعية

شعار الجمعية حتى 2021

تقدمت إحدى المحسنات في أوائل الثمانينات بالتبرع لبناء مسجد فاقترح عليها عبد الرحمن السميط أن تبنيه في منطقة فقيرة تحتاج لهذا المسجد ولا يستطيع المسلمون هناك أن يبنوه فذهب السميط إلى جمهورية مالاوي في الجنوب من أفريقيا، تفاجأ عندما وصل إلى هناك بما رآه من مآسي وآلام يعيشها مسلموا إفريقيا وغيرهم من غير المسلمي، وجد مئات الآلاف من الأطفال لم يكونوا قادرين على دفع أبسط التكاليف التي تحفظ كرامة الإنسان وقال على ما شاهد «لقد كنا في غفلة بسبب حياة الرفاهية التي نعيشها في بلادنا حتى انتبهنا بهذه الزيارة.» فكان لا بد من عمل منظم لاستمرار مشاريع الخير لا في مالاوي فحسب بل في قارة إفريقيا كلها، فكانت لجنة مسلمي مالاوي.

## مناطق خدمة الجمعية
تسير اللجنة قوافل دعوية على مدار العام في أكثر من 23 دولة إفريقية تشمل كل من وسط أفريقيا والنيجر وبوركينا فاسو وتشاد ومالي وغانا وبنين وتوغو وكوناكري وبيساو والسنغال وسيراليون وغامبيا، فضلاً عن أن الجمعية ترسل قوافل أيضاً إلى كينيا ومدغشقر وجزر القمر في الشرق الإفريقي ومالاوي وموزمبيق وزيمبابوي وزامبيا في الجنوب الشرقي من القارة إضافة إلى الدعاة الذين تفرغوا للعمل الدعوي في منطقة البحيرات التي تضم السودان وأوغندا ورواندا. تضم الجمعية أكثر من 700 داعية تكفلهم بالكامل ليقامهم وإدارتهم القوافل الدعوية على مدار العام تزيد عن 2000 قافلة في قرى البلدان الإفريقية إضافة إلى عمل الدورات الشرعية الدعوية ومسابقات للقرآن الكريم والبرامج الخاصة بالمهتدين الجدد. تركز جل نشاط الجمعية من خلال لجنة مسلمي أفريقيا بعد أن وضعت أجندة وحملات خيرية تنطلق في مسارات عدة منها: من أجل أن تمسح دمعة يتيم مسلم، من أجل رعاية قرية مسلمة تعليمياً أو صحياً أو اجتماعياً، من أجل حفر أو صيانة بئر مياه للشرب، من أجل بناء أو صيانة مدرسة، من أجل رعاية الآلاف من المتشردين، من أجل مواجهة التنصير، من أجل استمرارية العمل الخيري.

## خطة عمل الجمعية

ملصق من جمعية العون المباشر موضح به أنواع المساهمات التي تقوم بها.

للجمعية خطوط عريضة وواضحة للعمل تعتمد على العمل مباشرة مع المحتاج دون واسطة، التعليم بالنسبة للجمعية هو مفتاح التغيير للمجتمعات المهمشة في أفريقيا، الأخذ بأحدث الأساليب الإدارية في تيسير الأعمال، كما تتخذ أقصى درجات الشفافية المالية، وتبذل الاهتمام الأكبر للمرأة والشباب والطلاب.

### مجالات التنمية
التعليم هو من أكبر أولويات الجمعية ولهذا فهي تسير 840 مدرسة من رياض الأطفال إلى الجامعات، وتسعى الجمعية في التوسع في الجوانب التعليمية إلى أقصى حد، وتحلم بتأسيس جامعة في المجتمعات المهمشة في إفريقيا كل سنة.
كما أن للجمعية بصمات في عدة مجالات في التنمية منها على سبيل المثال إقامة أكثر من 60 مخيماً طبياً للعيون لعلاج أمراض العمى، بناء وتيسير أكثر من 140 مستوصفاً ومستشفى، حفر مايزيد عن 4500 بئر ماء، دعم آلاف الطلبة الفقراء في الجامعات، بناء مئات من مراكز تدريب المرأة الفقيرة وغير ذلك.

### إجراءات وصول أموال الجمعية
يتم التأكد من سلامة وصول الأموال عن طريق ستة مستويات من الرقابة المالية سواء على مستوى الميدان أو في المكتب الرئيسي، كما أنها تشرف على كل مكاتبها مرة كل شهرين للتأكد من حسن سير العمل هناك في أفريقيا، وتتم متابعة المراكز الإسلامية في القارة السمراء من قبل إدارة تراتيبية في كل بلد تعمل به الجمعية تبدأ من مشرف أيتام يتابع 50 يتيماً ثم مدير مركز ثم مدير مكتب في كل دوله بالإضافة إلى محاسبين ومهندسين وإداريين ثم هناك موظفين في الكويت يتابعون مختلف الأنشطة التي تقوم بها.

## خطط الدعوية والتنموية للجمعية

### التدريب المهني
اهتمت جمعية العون المباشر بإنقاذ المسلمين الفقراء في أفريقيا من الفقر بتعليمهم الحرف اليدوية للرجال والنساء لتوفير الاكتفاء الذاتي للفرد والعائلة وإنقاذ الفقراء من الانحراف، ومع التدريب المهني توفر الجمعية المعلومات والكتب للمتدرب عن هذه الحرف، وقد أنشأت الجمعية ورش التدريب على النجارة والحدادة وميكانيكا السيارات والتمديدات الكهربائية، وتعمل الورش بنظام الدورات التخصصية تحت إشراف مدربين يمنحون المتدرب شهادة بعد التدريب، افتتحت الجمعية العديد من مراكز التدريب المهني في دول أفريقيا لتدريب الفقراء والأيتام مجاناً؛ مما كان له أثر هام في تغير حياتهم من الفقر إلى الاكتفاء الذاتي، كما أنشأت الجمعية معاهد التدريب على الكومبيوتر في عده بلدان أفريقية التي وصل عددها إلى 55 معهداً في 15 بلد أفريقيا.

### الإسلام بالدفع الذاتي
مر رجل في طريقه بمسجد في أحد أيام شهر رمضان، فرأى مئات من المسلمين يتناولون طعام الإفطار، فدخل ليسأل عن هذا الكم الهائل من الطعام، وعندما علم أن إحدى اللجان الخيرية تقوم بتجهيز وجبات لآلاف المسلمين الصائمين بشكل مجاني لمعاونتهم على الصيام، أثر الموقف فيه كثيرًا وهالته روح التكافل برغم اختلاف الجنسيات والألوان، فذهب ليسأل عن هذا الدين الذي يضع هذه الأسس الاجتماعية، وما كان منه إلا أنه ذهب إلى مقر اللجنة وأشهر إسلامه. تكرر المشهد في قرية شيباتا في زامبيا عندما أعلنت مجموعة من الأهالي اعتناقهم الإسلام تأثرًا بمشروع «إفطار الصائم»، ولما سئلوا عن ذلك أجابوا بأنهم عندما علموا بأن هذه المساعدات من المسلمين العرب، لا لشيء سوى تلبية لنداء دينهم الإسلام من أجل إعانة إخوانهم ما لبثوا إلا أن اتبعوه. في إحدى القرى بتشاد استغرب الأهالي الوثنيون وتأثروا كثيرًا من تواصل العرب بإخوانهم المسلمين في إرسال الإفطارات لهم عن طريق الجمعية وازداد تأثرهم حينما رأوا من العرب من يحضر بشخصه ليطعمهم، ويحادثهم، ويفطر معهم، لا لشيء إلا بدافع العقيدة، وعلى إثر ذلك أسلم عدد كبير منهم تأثرًا بهذه المواقف وهو ما يطلق عليه «الإسلام بالدفع الذاتي».

### خطة دعاة المستقبل
تقوم الفكرة على أساس اختيار أيتام وأطفال من القبائل المختلفة ثم إيوائهم في مراكز العون المباشر والدراسة في مدارسها والاستفادة من الخدمات التي تقدمها المراكز - غذائية، صحية، تربوية - على أساس إعداد هؤلاء الأيتام والأطفال من الصغر تعليمياً ودينياً واجتماعياً، مع إشراكهم في مرحلة معينة في البرامج الدعوية ومشاركتهم الفعلية في القوافل الدعوية والتنقل - أحياناً على الأرجل - تدريباً لهم وإعداداً لتحمل أعباء الدعوة وللمساهمة في قيادة مجتمعاتهم مستقبلاً، ثم بإعداد المتميزين منهم لمراحل التعليم المختلفة، هذه الخطة تم تطبيقها في 32 بلد إفريقياً، من هذا الخطة نتج لدى الجمعية 3288 داعية وطبيباً وإمام مسجد وفنياً إلى جانب إدارتها لـ 840 مدرسة فيها نصف مليون طالب. فيعتبر إعداد الدعاة حجر الزاوية في العمل الدعوي كله ويتم من خلال الدورات التدريبية في مجالات الثقافية الإسلامية الشرعية وفي فقه الدعوة. ومن الدورات التي نقوبلت بالنجاح: دورات المهتدين الجدد، إرسال زعماء القبائل إلى الحج، دورات أئمة المساجد والدعاة.

### الدعوة بالكتاب المترجم
تركز الجمعية على ترجمة الكتب الإسلامية إلى لغات الجماعات والقبائل، إضافة إلى اللغات الفرنسية والإنجليزية والبرتغالية التي هي عبارة عن اللغات الرسمية في كل البلدان الإفريقية تقريباً.

### الاتصال الفردي
ويهم هذا المجال القيادات التقليدية في المجتمع كالسلاطين وزعماء القبائل والقيادات الدينية - مسلمة كانت أو مسيحية - بمختلف اتجاهاتها وانتماءاتها والعمل على ربط الصلات معها دون الدخول في أية حساسية دينية أو قبلية وإعطاء الانطباع الإيجابي عن الجمعية كجهة تريد الخير للبلد وأهله والتعاون مع كل من يريد الخير.

### تأهيل النساء
توفير التدريب والتوعية المناسبة لاحتياجات النساء لإدارة أسرهم والتأثير في مجتمعاتهم، والتأهيل في حرف مدرة للدخل، التوجيه في مجالات تربية الأطفال على التعاليم الإسلامية، محو الأمية، تعليم أصول النظافة والإسعافات الأولية.

## أبرز تحديات الجمعية

مبنى جمعية العون المباشر الرئيسي في حولي، الكويت.

إلا أن الطريق الإغاثي والتنموي ليس مفروشاً بالورود فجمعية العون واجهت وتواجه العديد من المعوقات في أفريقيا وخارجها، أما تحديات الداخل التي تواجهها كثيرة منها: طغيان الولاء القبلي على الولاء الديني والتعامل مع الأثر السلبي للتخلف الاقتصادي والاجتماعي والعلمي على حياة المسلمين، وأثر الممارسات والمعتقدات التقليدية على حياة المسلمين الدينية، شدة المشروع التنصيري بما يملك من إمكانيات، ونشاط الملل المنحرفة العاملة باسم الإسلام، وأخيراً مخاطر المشروع الفرنكوفوني على الهوية الثقافية الإسلامية.
أما التحديات الخارجية - خارج أفريقيا - منها حملة الحرب العالمية على الإرهاب، لكنها لم تؤثر كثيراً على عمل المانحين الخيري في أفريقيا - في تقدير السميط - مقارنة بالضغوط التي مورست على الهيئات الخيرية العاملة في جنوب شرق آسيا خاصة في أفغانستان وباكستان والجمهوريات الإسلامية المستقلة عن الإتحاد السوفييتي
ومن أبرز التحديات التي تواجه المسلمين في أفريقيا قال عبد الرحمن السميط:
ومن أمثلة تبرعات غير المسلمين للنشاط التنصيري كما يرصدها السميط أن تبرعات صاحب شركة مايكروسوفت بلغت في عام واحد تقريباً مليار دولار، ورجل أعمال هولندي تبرع بمبلغ 114 مليون دولار دفعة واحدة وقيل بأن هذا المبلغ كان كل ما يملكه، وفي أحد الاحتفالات التي أقامها أحد داعمي العمل التنصيري في نيويورك قرر أن يوزع نسخة من الإنجيل على كل بيت في العالم وكانت تكلفة فكرته 300 مليون دولار حتى ينفذها، ولم تمر ليلة واحدة حتى كان حصيلة ما جمعه أكثر من 41 مليون دولار.

## حصيلة مشاريع الجمعية
حصيلة المشاريع التي نفذت في أفريقيا - كما يذكر السميط - حتى أواخر عام 2002 : بناء 1200 مسجد، دفع رواتب 3288 داعية ومعلماً شهرياً، رعاية 9500 يتيم، حفر 2750 بئراً ارتوازية ومئات الآبار السطحية في مناطق الجفاف التي يسكنها المسلمون، بناء 124 مستشفى ومستوصفاً، توزيع 160 ألف طن من الأغذية والأدوية والملابس، توزيع أكثر من 51 مليون نسخة من المصحف، طبع وتوزيع 605 ملايين كتيب إسلامي بلغات أفريقية مختلفة، بناء وتشغيل 102 مركز إسلامي متكامل، عقد 1450 دورة للمعلمين وأئمة المساجد، دفع رسوم الدراسة عن 95 ألف طالب مسلم فقير، تنفيذ وتسيير عدة مشاريع زراعية على مساحة 10 ملايين متر مربع، بناء وتشغيل 200 مركز لتدريب النساء، تنفيذ عدد من السدود المائية في مناطق الجفاف، إقامة عدد من المخيمات الطبية ومخيمات العيون للمحتاجين مجاناً للتخفيف على الموارد الصحية القليلة في إطار برنامج مكافحة العمى، تقديم أكثر من 200 منحة دراسية للدراسات العليا في الدول الغربية (تخصصات: طب - هندسة - تكنولوجيا).

السميط حاملاً يتيماً في حملة إغاثية للجمعية.

بناء 122 مركزاً تربوياً واجتماعيا يشتمل كل منها على مدرسة ابتدائية ومتوسطة وثانوية وسكن للأيتام ومسجد ومستوصف ودار لتدريب النساء الفقيرات ودار للمهتدين الجدد وسكن لمدير المركز وبئر ارتوازية. تنظيم أكثر من 150 مخيماً طبياً متخصصاً لعلاج أمراض العيون. إنشاء 3 سدود مائية في مناطق الجفاف، تقديم الجمعية عشرات المشاريع ذات الأفكار الجديدة مثل بنك الحبوب الذي استفاد منه عشرات الآلاف من المزارعين الفقراء، بلغ مجموع ما صرفته الجمعية في المشاريع التي لا زالت تديرها 150 مليون دينار كويتي، كما كونت عدة جسور جوية للإغاثة لنقل المساعدات العاجلة إلى مناطق الجفاف والمجاعة والمناطق الفقيرة في مختلف الدول الأفريقية.
ما زالت الجمعية تملك الطموحات التنموية والإغاثية ومنها إعداد الدراسات اللازمة لإنشاء كلية لتدريب المعلمين في ملاوي، لأن الحاجة هناك ماسة لتخريج معلمين مسلمين، فرغم أن المسلمين يشكلون 50% من عدد السكان فإن عدد المدرسين المسلمين المؤهلين لا يزيد على 40 مدرساً، فضلاً عن أن الدولة تفقد سنوياً ما بين 12% إلى 13% من العاملين في التدريس بسبب مرض الإيدز المنتشر، والاستقالات والموت الطبيعي، ويبلغ تعداد المدرسين المفقودين سنوياً قرابة تسعة آلاف مدرس من أصل 90 ألفاً هم مجموع المدرسين العاملين في ملاوي، وهو ما تسبب في خلق فجوة كبيرة وعجز واضح في المدرسين المسلمين، وبهذا الظرف فرصة كبيرة في سد هذا الفراغ التربوي بالمعلمين المسلمين، كما انشأت الجمعية إذاعات للقرآن الكريم التي تبث في بعض البلدان الإفريقية، والهدف منها تأدية دوراً في نشر الوعي الديني وتصحيح المفاهيم الخاطئة عن الإسلام والمسلمين، حيث قدمت أكثر من 96 برنامجاً إذاعياً دعوياً خلال العام الماضي قدمته إذاعة القران بمدغشقر و 12 برنامجاً في غينيا وبيساو بجانب برامج أخرى في كل من السنغال والنيجر وبنين وغيرها من الدول الأفريقية الأخرى.